# Literatura en gaélico escocés
La literatura en gaélico escocés es aquella realizada en gaélico escocés, lengua céltica hablada en Escocia, Reino Unido.

## Primeros testimonios
De entre 1131 y 1153 es el glosario gaélico Book of Deer, primer texto en gaélico en Escocia, consistente en seis glosas sobre texto latino encontradas en un monasterio cerca de Aberdeen. Se encuentra en la Universidad de Cambridge. No habría ningún otro texto de importancia hasta 1408, la llamada Carta de Islay, escrita por Donald, señor de las Islas, al vicario Brian McKay de Islay. También datan de esa época algunos manuscritos gaélicos en libros médicos de Galeno, Avicena e Hipócrates.

## Desarrollo

### Siglo XVI
Del 1500 es el manuscrito de Glenmasan, a pesar de que el original es del siglo XIII, con una historia de Deirdre, así como una versión de la Farsalia de Marco Anneo Lucano. Sin embargo, se considera como el nacimiento de la literatura gaélica escocesa el Leabhar na Dean na Loismór («Libro del decano de Lismore»), de entre  1512 y el 1526, recopilado por James y Duncan MacGregor, que contiene poemas de autores escoceses, baladas ossiánicas y poemas de autores irlandeses. De esa época también destacan los poetas Fionnlagh Ruadh (fallecido en 1519), bardo de John MacGregor; Giolla Coluim Mac-an-Ollaimh, poeta del Señor de las Islas; Duncan Campbell, decano de Knoydart; Giolla Criost Bruilingeach, el buen caballero de Glenorchy, fallecido en Flodden en 1513; y las poetisas Aithbhreac Inghean Coirceadail e Isabella de Argyll (fl. 1480). También data de 1538 la versión escocesa del clásico irlandés Mesca Ulad.
Durante el siglo XVI destacaron los poemas An duanag ullamh («El poema acabado», 1556), escrito en honor de Archibald III de Argyll; el anónimo Griogal cridhe («El corazón exaltado», 1570); Oran na Comhachaig (1500); los poemas de John Stewart of Appin y Niall Muere Macmhuirich; y la traducción de la liturgia de John Knox, Forim na Nurrnuidheach, hecha en 1567 por su discípulo John Carswell.

### sigloXVII
En el siglo XVII se considera que empieza la edad de oro del gaélico escocés, sobre todo merced a los bardos de los señores highlanders, como Alasdair MacDonald (MacGiolla Chiotaich), Alasdair MacMhaighstir Alasdair (1700-1770), jefe de los bardos jacobitas, los MacEwens, los Campbells, los O’Muirgheasain y los MacLeod, así como Niall y Cathal MacMhuirich (fallecido en 1715), autores de los Libros Rojo y Negro de Clanranald, con numerosas composiciones de ceol muere («para gaita»). Durante la Restauración de los Estuardo destacaron Mairi Nighean Alasdair Ruaidh (Mary MacLeod, 1615-1706); Donnchad MacRaoiridh (fl. 1630); Alasdair Mackenzie (fallecido en 1642); Murdoch Mackenzie (fl. 1650), autor de An làir dhonn; Dorothy Brown y Roderick Morison An clarsair dall («El tocador de arpa ciego»), autor de las canciones Oran muere Micleoid y Oran don Iain Breac Mhicleod, para los MacLeod, y Creach na Ciadaoin. La edad de oro continuaría con Duncan MacRae, compilador del Leabhar na Fernaigh (1688-1693) y otros autores como Mairead na Lachaian; Mairi Nighean MacLeod; John MacDonald Iain Lom (1660-1707); y Catriona Nic Ghilleathain (fl. 1700); así como Silis na Ceapaich (1660-1729) autor de A'chbò shamhna (1684) en honor de Eachan Bacach MacLean; John MacKay An piobàre dall («El pobre ciego») autor de Corrie an Easa («El salto de agua misterioso»); Lachlan Mac Thearlaich Oig (McKinnon); y John MacDonald Iain Dubh Mac Iain’ic Aileain, autor del poema de carácter clánico Oran nam Fineachan.

### Siglo XVIII
El estallido literario en gaélico se prolongó durante la mayor parte del siglo XVIII como reacción contra la asimilación y contra la Unión de las Coronas. Entre todos destacaría Alasdair MacMhaghstir Alasdair (Alexander MacDonald, 1700-1770), el más prolífico y autor de Aisheiridh na Sean Chánain Albannaich («Resurrección de la antigua lengua escocesa», 1751), Broshachadh nam Fineachan Gaidhealach («Incitación de los clanes gaélicos», 1745), Birlinn Chlann Raginaill (1745), Oran don Allt an t’Siúcair, Urnuigh don’n Cheòlraidh («Incitación a las musas») y Moladh Móraig («Loanza de Moladh»). También fue importante Duncan Bando MacIntyre Donchad Bando (1724-1812) autor de Moladh Beinn Dóbhrain («Loanza de Bien Dorain», 1768), la famosa Oran d’donde Righ («Canción del rey») compuesta en honor de Jacobo VIII, Oran Coire a Cheathaich (C«anción de la hondonada nebulosa») y Màiri («María»); John McCodrum (1693-1779), bardo de los MacDonald; William Ross (1762-1791), más romántico, con Latha à Bhreatheanis («Día del Juicio», 1767) y An claigeann («El escollo»); Rob Donn MacKay (1714-1778), bardo de Reay y autor de Cead Fhir Bhioguis don’n Fhrith; y Ewan MacLachlan (1773-1822), traductor de siete libros de la Ilíada. Además, en 1767 James Stewart escribió el Tiomnadg Nuadh (Nuevo Testamento), que junto con el Antiguo Testamento de John Stewart de Luss y John Smith de Campbelton de 1783-1801 conformaron en 1807 la Biblia Gaélica. Hay que señalar, que esta fue la última gran época de la literatura gaélica, por cuanto la prohibición de los clanes les privó del principal sustento.

### sigloXIX
Durante el siglo XIX declinó la técnica y los contenidos tradicionales, sustituidos por la nostalgia por la tierra. Entre los autores de este periodo destacarían Norman MacLeod (1783-1863), autor de un diccionario gaélico en 1845 y de Caraid enano Gaeidheal («El amigo gaélico», 1867) y Leabhar nan Croi (1834); Evan McColl Eoghan MacColla (1808-1898) con la colección de poemas Clarsach nam Beann («El trobador de la montaña», 1883); Neil MacLeod (1843-1913) con los poemas Clarsach an doire (1883) y Wallace (1896); John MacLachlan de Rahoy (1804-1874); Lachlan MacLean con Adam agus Aiofe («Adán y Eva», 1837); John Francis Campbell, con la compilación Leabhar na Féinne (1872); Alexander Carmichael, con la compilación Carmina Gaoidelica (1900); John Morison (1790-1852) con Dan Iain Ghobha (1893); el ensayista Donald Mackechnie (1836-1908); y Mary MacPherson Mairi Nic-a Phersoin (1821-1898) con Dain agus orain Ghaidleg (1891). También destacó el autor canadiense de Nueva Escocia A. Maclean Sinclair, con The beauties of Gaelic Poetry.

### sigloXX
En 1926 se fundó la revista Scottish gaelic Studies, que promovió la publicación de obras del siglo XIX, como la compilación An t’Oraiche (1879) de A. Sinclair, An duanaire (1868) de Donald Macpherson y Sarobair bando Nard Gaelach (1841), editada en 1904 por John Mackenzie. Además, en 1930 se fundaría la Scottish Gael Text Society, que facilitaría la aparición y difusión de nuevos autores como Angus Robertson (1870-1948) con An te Ogha Muere (1913) y Cnoc an Fhadhairc (1940); Sorley MacLean Somhairle MacGhilleathain (1911-1996), autor de Dàin don Eimhir agus Dàin Eile (1943) sobre la guerra civil española; George Campbell Hay Deorsa Caimbeul Hay con Fuaran Sleibh (1948) y O na ceithir Airdean (1952); W. J. Watson, con Rosg Gaidlig (1929) y Bardachd Ghaidhlig (1932); Iain Crichton Smith, con la compilación poética Burn is Aran (1960) y la narración An t-Adhar Ameirigeanach; Derick Thomson Ruaraidh MacThomais con An Dealbh Briste (1951); y James Thomson Seamus MacThomais, con Fasgnadh (1953). Por otro lado, en 1952 se creó la revista en gaélico más activa, Gairm. Más tarde destacarían algunos autores como Donald Lamont (1874-1958), Cuelen Mackenzie, Donald MacAuley, Meg Bateman y Finlay J. Macdonald.